# Acumi körzet
Acumi (渥美郡, acumigun) Aicsi prefektúra egyik körzete volt Japánban.
2003-ban, a körzet népessége 21 841 fő, népsűrűsége 265,77 fő per km². Teljes területe 82,18 km².

## Városok és falvak
- Acumi

## Egyesülés
2005. október 1-jén Acumi egybeolvadt Tahara várossal. Az Acumi körzet az egyesülés miatt megszűnt.